# Кюстендилско дело
„Кюстендилско дело“ е български седмичен вестник, орган на Околийския комитет на Отечествения фронт.
Излиза в Кюстендил през седмица от 1947 до 1959 в 4 стр. През 1947 г. главен редактор е М.Пашалийски, а администратор: М.Тошева. От 1948 г. до 1950 г. главен редактор е В. Лесички, а администратор Ат. Мирчев. От 1950 г. до 1955 г. главен редактор е Кр. Немирников, а от 1956 г. до 1959 г. – Цв. Тодорова. От 1950 г. излиза един път седмично в тираж от 8000 до 12 000 броя.